# Минский, Марвин Ли
Ма́рвин Ли Ми́нский (англ. Marvin Lee Minsky; 9 августа 1927 — 24 января 2016) —
американский учёный в области искусственного интеллекта, сооснователь Лаборатории искусственного интеллекта в Массачусетском технологическом институте.

## Биография
Марвин Ли Мински родился в Нью-Йорке в семье хирурга Генри и матери Фанни (Рейзер), которая была сионистской активисткой. Воспитывался в еврейской семье, учился в Филдстонской школе и Высшей научной школе Бронкса. Позднее окончил Филлипсовскую академию в городке Эндовер штата Массачусетс. Служил в американских военно-морских вооружённых силах с 1944 по 1945 год. Защитил диссертации в Гарвардском (1950) и Принстонском университетах (1954). Сотрудник Массачусетского технологического института с 1958 года. В 1959 году вместе с Джоном Маккарти основал в Массачусетском технологическом институте лабораторию информатики и искусственного интеллекта. Вплоть до своей смерти являлся профессором информационных искусств и наук, профессором электроники и электротехники и профессором вычислительных наук.
Лауреат премии Тьюринга 1969 года, премии Японии 1990 года, премии «за научные достижения» Международной конференции по искусственному интеллекту 1991 года, медали «Пионер компьютерной техники» 1995 года, медали института Бенджамина Франклина 2001 года.
Обладатель патентов на головной графический дисплей (1963) и конфокальный сканирующий микроскоп (1961, предшественник современных широкораспространённых конфокальных лазерных сканирующих микроскопов). Вместе с Сеймуром Папертом создал первую «черепашку» на языке Logo. В 1951 году сконструировал первую обучающуюся машину со случайно связанной нейросетью — SNARC.
Написал книгу «Персептроны» (с Сеймуром Папертом), ставшую фундаментальной работой для последующих разработок в области искусственных нейронных сетей. Привёл ряд своих доказательств теоремы сходимости перцептрона. Содержащаяся в книге критика исследований в этой области и демонстрация необходимых для этого вычислительных ресурсов считается причиной утраты интереса к искусственным нейронным сетям в академических статьях 1970-х годов.
Наш математический анализ показал, почему увеличение размера персептрона не приводит к улучшению способности решения сложных задач. Более того, в противоречие с общепринятым мнением, практически все теоремы могут быть применимы и к многослойным последовательным однонаправленным нейронным сетям. Хотя интересно, что никто этого так и не доказал, а Паперт и я перешли к следующим вопросам в этой области.Марвин Минский
Являлся консультантом фильма Космическая одиссея 2001 года и упоминается в сценарии фильма и книге:
В 1980-х годах Минский и Гуд показали, как нейросети могут автоматически создавать себе подобных (самореплицироваться) в соответствии с произвольной обучающей программой. Искусственный разум может быть выращен очень похожим на развитие человеческого мозга образом. Но в любом случае, вряд ли будет возможно установить подробности этого процесса; а если это всё же произойдёт, то эти детали будут в миллионы раз сложнее для человеческого понимания.
В один из съёмочных дней Минский чуть было не погиб.
В начале 1970-х годов в Лаборатории искусственного интеллекта Массачусетского технологического университета Минский и Паперт начали разрабатывать теорию, названную ими «Обществом Разума». Теория попыталась объяснить, как то, что мы называем интеллектом, может быть продуктом взаимодействия не обладающих интеллектом составляющих. Минский позднее отмечал, что наибольшим вдохновением для развития этой теории стала попытка создать машину с компьютерным управлением, использующую для игры в детские кубики манипулятор и видеокамеру. В 1986 году Минский опубликовал популярную книгу, полностью посвящённую этой теории.
Существует «коан» о Марвине Минском, приписываемый его ученику Дэнни Хиллису:
Однажды, когда Сассмен был ещё стажёром, к нему зашёл Минский и застал его в момент отладки очередной программы для PDP-6.
 — Что ты делаешь? — спросил Минский.
 — Обучаю случайно связанную нейросеть играть в крестики-нолики, — ответил Сассмен.
 — А почему случайно связанную? — спросил Минский.
 — Не хочу, чтобы у неё было заложенное заранее мнение о том, как играть, — сказал Сассмен.
Минский закрыл глаза.
 — Зачем ты закрыл глаза? — спросил Сассмен учителя.
 — Чтобы комната стала пустой.
Тут Сассмен стал просветлённым.
На самом деле я имел в виду следующее: если нейросеть случайно связана, это не избавляет её от заранее составленного мнения о том, как играть, просто вам оно будет неизвестно.Марвин Минский
Марвин Минский умер после кровоизлияния в мозг в возрасте 88 лет. При жизни он был членом научного консультативного совета фонда продления жизни «Алькор». У Марвина был контракт на заморозку после смерти, и полагают, что он был крионирован в Алькор предположительно как «Пациент № 144», процедуры охлаждения которого начались 27 января 2016 года.

## Членство в организациях
- Член Национальной Инженерной Академии США
- Член Национальной Академии Наук США
- Член консультативного совета института «Экстропи» [9]
- Член научного консультативного совета Фонда продления жизни «Алькор»[10]

Марвин Минский был одним из спонсоров Премии Лёбнера (Loebner Prize).

## Награды
- Премия Тьюринга (1969)
- Мессенджеровские лекции (1979)
- Премия Японии (1990)
- Награда конференции IJCAI[англ.] за выдающиеся достижения (1991)
- Пионер компьютерной техники (1995)
- Премия Ранка (1995)
- Премия Вуда (2000)
- Медаль Бенджамина Франклина (2001)
- BBVA Foundation Frontiers of Knowledge Awards (2013)
- Премия Дэна Дэвида (2014)

## Скандалы
Марвин Мински дружил с Джеффри Эпштейном, который предположительно поставлял ему несовершеннолетних для занятий сексом.
Ричард Столлман, раскритиковавший утверждение о том, что Марвина обвиняют в изнасиловании (англ. assaulting), временно ушёл из FSF после того, как блогеры и СМИ исказили его высказывания и приписали ему защиту Эпштейна.

## Избранные работы
- Нейросети и проблема модели мозга, диссертационная работа, Принстонский университет, 1954. Первая публикация теории и теорем обучения нейронных сетей, вторичного закрепления их знаний, динамического накопления и модификации синаптических связей.
- Вычисления: конечные и бесконечные машины, Prentice-Hall, 1967 (русский перевод: Минский М. Вычисления и автоматы. М.: Мир, 1971).
- Семантическая обработка информации, MIT Press, 1968. Работа оказала сильное влияние на современную вычислительную лингвистику.
- Персептроны, в соавторстве с Сеймуром Папертом, MIT Press, 1969 (Дополнено в 1988).
- Искусственный интеллект, в соавторстве с Сеймуром Папертом, Univ. of Oregon Press, 1972.
- Общение с внеземным разумом, 1985 (англ.).
- Роботехника (Роботикс), Doubleday, 1986. Собрание эссе по теме «Роботехника» с предисловием и комментариями Минского.
- Сообщество Разума, Simon and Schuster, 1987. Первая подробная разработка теории интеллектуальной структуризации и разработки, Voyager, 1996.
- Выбор по Тьюрингу, в соавторстве с Гарри Гаррисоном, Warner Books, Нью-Йорк, 1992. Научно-фантастический триллер о создании сверхразумного робота к 2023 году.
- Эмоциональная машина, Simon and Schuster, Ноябрь 2006. ISBN 0-7432-7663-9
- Машина эмоций. М.:АСТ, 2020. 512 стр. ISBN 978-5-17-114660-3